# Stoffenbach (Leitzach)
Der Stoffenbach ist ein ganzjähriges Fließgewässer im Mangfallgebirge. Er entsteht an den Osthängen des Breitenbergs, fließt in östlicher Richtung am Weiler Faistenau vorbei und mündet schließlich von links in die Leitzach.